# Сын Годзиллы
«Сын Годзиллы» (яп. 怪獣島の決戦 ゴジラの息子, англ. Son of Godzilla) — японский кайдзю-фильм, снятый Дзюном Фукудой, продолжение «Годзиллы против морского монстра». Это восьмой фильм о динозавре Годзилле и первый о пауке Кумонге, богомоле Камакурасе и Минилле. В Японии фильм вышел в прокат 16 декабря 1967 года. 
Релиз фильма на DVD состоялся в 2004 году.

## В ролях
| Актёр                                 | Роль           |
| ------------------------------------- | -------------- |
| Тадао Такасима                        | Цунэдзо Кусуми |
| Акира Кубо                            | Горо Маки      |
| Акихико Хирата                        | Фудзисаки      |
| Бибари Маэда                          | Саэко Мацумия  |
| Ёсио Цусия                            | Фюрюкава       |
| Кэндзи Сахара                         | Морио          |
| Кэнъитиро Маруяма                     | Одзава         |
| Сэйсирё Кюно                          | Тасиро         |
| Ясухико Сайдзё                        | Судзуки        |
| Ю Сэкида Сэйдзи Онака Харуо Накадзима | Годзилла       |
| Матян                                 | Минилла        |

## Показанные чудовища
- Годзилла — гигантский динозавр, очнувшийся от анабиоза во время бомбардировок Хиросимы и Нагасаки. В первый раз напал на Японию в 1955 году. Главная суперспособность Годзиллы — он может извергать из пасти тепловой луч. В этом фильме Годзилла является заботящимся отцом, а не свирепым чудовищем. Размеры: рост 50 м; вес 20 000 т[1].
- Минилла — сын Годзиллы. Вылупился из яйца, долгое время пролежавшего в центре острова. В отличие от своего отца (Годзиллы) Минилла питается фруктами, а не мясом. Совершенно неагрессивен и не боится людей. Размеры: рост 13 — 18 м; вес 1 800 — 3 000 т[2].
- Кумонга — огромный ужасный паук, главный отрицательный персонаж фильма. При нападении выстреливает во врагов паутиной или ядовитым жалом из челюстей. Едва не лишил Годзиллу одного глаза своим жалом. Охотился за Миниллой и за людьми. Размеры: высота 45 м; вес 8 000 т[3].
- Камакурасы — исполинские богомоловые, увеличившиеся в размерах после проведения на острове научного эксперимента. Три богомола напали на Миниллу как только он вылупился из яйца, но вовремя появился Годзилла и расправился с двумя. Третий Камакурас был побеждён Кумонгой. Размеры: длина 50 м; вес 2 800 т (до мутации достигали 2 м в длину)[4].

## Идея сюжета
Идея фильма была навеяна «Сыном Конга», снятым 34 годами ранее. Также сильное влияние оказал американский фильм «Тарантул» — сюжет «Сына Годзиллы» имеет схожие моменты — та же работа учёных, направленная на улучшение продовольственной ситуации приводит к появлению гигантского паука, являющегося главным антагонистом фильма. Гигантский богомол Камакурас является явной отсылкой к фильму «Смертельный богомол».

## Критика
Реакция критиков на фильм была однозначно положительной: на «Rotten Tomatoes» его оценили на 71%. Положительные отзывы получил и сам сюжет, и некоторые забавные моменты с монстрами.

## Факты
- В американской версии фильма Камакурас назван «Гимантисом» (Gimantis), а Кумонга — «Спигой» (Spiega).
- В Японии в кинотеатрах фильм посмотрели 2 480 000 зрителей.
- Актёр Харуо Накадзима, изображавший в некоторых сценах Годзиллу, снялся в том же году в фильме «Побег Кинг-Конга», где ему была отведена роль Кинг-Конга[5].